# 795 до н. е.

## Події
- Єгипетський фараон з XXIII династії Осоркон III сходить на трон;
- Ардіс І став дев'ятнадцятим царем Лідії з династії Гераклідів;
- Алара, цар країни Куш в Нубії, переніс столицю з Мерое до Напати.